# Pottawatomi River
Pottawatomi River är ett vattendrag i Kanada.   Det ligger i provinsen Ontario, i den sydöstra delen av landet, 400 km väster om huvudstaden Ottawa.
Omgivningarna runt Pottawatomi River är en mosaik av jordbruksmark och naturlig växtlighet. Runt Pottawatomi River är det glesbefolkat, med 10 invånare per kvadratkilometer.